# Valentin Calafeteanu
Valentin Nicolae Calafeteanu (n. 25 ianuarie 1985 în București) este un jucător român de rugby în XV. Evoluează pe postul de mijlocaș la grămadă (scrum-half) sau de mijlocaș la deschidere (fly-half).

## Carieră
A început să practice rugbyul la RC Grivița Roșie București, unde tatăl său era un jucător. A debutat la seniori în echipa CS Dinamo, cu care a câștigat titlul național în 2007 și 2008. În 2010 a plecat la Arad, apoi s-a transferat la RCM Timișoara, cu care a fost campion Superligii în 2012 și 2013 și a cucerit Cupa României în 2011 și în 2014. A fost cel mai bun marcator al Superligii în 2011, cu 196 de puncte.
Și-a făcut debutul la echipa națională a României într-un meci amical cu Japonia în februarie 2004. A participat la Cupa Mondială de Rugby din 2007, cea din 2011 și cea din 2015. Până în octombrie 2015, a strâns 76 de selecții în națională și a marcat 211 de puncte, înscriind 11 eseuri.